# The Ultimate Collection (албум ВИС Идоли)
The Ultimate Collection је компилација ВИС Идоли из истоимене серије компилација највећих хитова. Оба ЦД-а садрже највеће хитове од Пакет аранжмана до музике за филм Шест дана јуна.
Албум је изашао децембра 2009 у издању Кроација рекордс-а.

## Листа песама

### Диск 1
| №  | Назив           | Албум                   | Трајање |  |
| 1. | Маљчики         | Пакет аранжман          | 3:18    |  |
| 2. | Кенозоик        | Одбрана и последњи дани | 3:45    |  |
| 3. | Док добује киша | ВИС Идоли               | 3:30    |  |
| 4. | Девојко мала    | ВИС Идоли               | 2:05    |  |
| 5. | У граду без сна | Чоколада                | 4:02    |  |
| 6. | Љубави          | Шест дана јуна          | 4:02    |  |